# Der Freischütz
Der Freischütz (conhecida em português como O Franco-Atirador) é uma ópera em três atos de Carl Maria von Weber. Estreou em 18 de junho 1821, no Schauspielhaus de Berlim, mas sua abertura foi apresentada em Copenhagen, Dinamarca, oito meses antes, em 8 de outubro de 1820.
É uma das óperas inserida no romantismo alemão, embora ainda conserve algumas características melódicas do classicismo. Foi resultado da intenção de Weber de desbancar os italianos como principais expoentes do gênero, criando um trabalho definitivamente alemão. É um singspiel, ou seja, uma ópera que alterna passagens cantadas com passagens faladas.

## Sinopse
A ópera conta a história de Max, um camponês que vivia numa aldeia cujo caçador mais velho tinha uma filha, chamada Agathe, de quem entregaria a mão ao caçador que fosse melhor na prova de tiro. Max, tido como o melhor caçador da região, é apaixonado por Agathe. Contudo, num teste de tiro, perde para Kilian, um caçador jovem sem qualquer experiência. Kaspar, seu companheiro de caça, diz que ele pode estar sobre uma influência diabólica e finge ser seu amigo durante o tempo todo, dizendo que conhece uns truques de feitiçaria que podem auxiliá-lo convidando-o para ir à Toca do Lobo, onde se darão os rituais. Porém, Kaspar está na realidade tramando um pacto com o diabo para que as balas sejam enfeitiçadas e em vez de acertar o alvo, acertem a própria Agathe.
No dia da prova de tiro, Agathe conta à sua prima Ännchen a respeito de um sonho que tivera: ela sonhava que era uma pomba branca que voava de galho em galho e que fora alvejada. Logo depois, voltava a ser Agathe novamente e aparecia uma pomba negra banhada em sangue. Ännchen tenta interpretar o sonho, dizendo que a ave negra era o sinal de um grande romance e o facto de ela ter achado que era uma pomba branca seria devido a ela ter passado muito tempo costurando o vestido de núpcias, para se casar com Max.
A prova de tiro inicia e o príncipe Ottokar aponta o alvo que Max deve acertar: uma pomba branca. Agathe diz para Max não atirar, mas o tiro já tinha saído do rifle. Ouve-se o baque de um corpo, e todos se acercam de Agathe, que está na verdade desmaiada. O tiro na verdade acertou Kaspar, que tinha sido traído pelo diabo.
Como Max não acertou o alvo, é impedido de se casar com Agathe. Porém, surge o ermitão da aldeia, tido por todos - inclusive pelo príncipe - como um representante de Deus. O ermitão diz que dois corações não podem depender de um tiro para serem felizes, mesmo Max tendo treinado por um ano para essa prova. Desta forma, Ottokar suspende a prova de tiro e o casamento de Max e Agathe consuma-se.